# Universitat Pontifícia de la Santa Creu
La Universitat Pontifícia de la Santa Creu és una institució universitària situada a Roma, inaugurada el 15 d'octubre del 1984 que està a càrrec de la Prelatura de la Santa Creu i Opus Dei.
Als seus orígens s'anomenà Centre Acadèmic Romà de la Santa Creu, fins que la Santa Seu la va erigir com a universitat pontifícia, el 9 de gener del 1990, la qual cosa vol dir que pot donar ensenyaments eclesiàstics de les llicenciatures de filosofia i teologia. Actualment també s'hi estudien les llicenciatures de Dret Canònic i Comunicació institucional. Els seus graus acadèmics de llicenciatura i doctorat tenen validesa canònica completa. L'Institut Superior de Ciències Religioses de l'Apollinare (ISSRA), creat el 1986 i que depèn de la Facultat de Teologia, concedeix el títol de Llicenciat en Ciències Religioses amb el primer cicle i de Llicenciat Magistral en Ciències Religioses quan s'acaba el bienni de l'especialitat. També té un Departament d'Idiomes i un Centre de Formació Sacerdotal. El 2005 tenia 1.400 estudiants de 97 països i el 2009, 7.000 estudiants de 102 procedències. Alguns d'ells reben anualment sosteniment econòmic per part del Centre Acadèmic Romà Fundació (CARF) per realitzar els seus estudis eclesiàstics.